# Юльяново (Рипінський повіт)
Юльяново (пол. Julianowo) — село в Польщі, у гміні Бжузе Рипінського повіту Куявсько-Поморського воєводства.
У 1975-1998 роках село належало до Влоцлавського воєводства.